# ایست سیلم (پنسیلوانیا)
ایست سیلم (به انگلیسی: East Salem) یک منطقهٔ مسکونی در ایالات متحده آمریکا است که در Delaware Township واقع شده‌است. ایست سیلم ۱۸۶ نفر جمعیت دارد و ۱۸۵٫۰۲ متر بالاتر از سطح دریا واقع شده‌است.